# Баженов, Аполос Афанасьевич
Аполос Афанасьевич Баженов (род. 1932) — советский колхозник, депутат Верховного Совета СССР.

## Биография
Родился в 1932 году. Удмурт. Образование неполное среднее. Беспартийный.
С 1948 года колхозник, затем тракторист на МТС. В 1951—1954 годах служил в Советской Армии, после демобилизации вновь работал трактористом МТС. С 1958 года — тракторист колхоза имени Ильича Глазовского района Удмуртской АССР.
Депутат Совета Национальностей Верховного Совета СССР 9 созыва (1974—1979) от Глазовского избирательного округа № 662 Удмуртской АССР.